# Tommy Alcedo
Tommy Auma Free Alcedo Pérez (Caracas, 26 de abril de 1976) es un ex-ciclista profesional venezolano.
Ganó la Vuelta Independencia Nacional y el Campeonato de Venezuela de Ciclismo en Ruta, varias etapas de la Vuelta a Venezuela y Vuelta al Táchira, además participar en otras competiciones nacionales.

## Palmarés
1999
- 1.º en Clasificación General Final Vuelta Independencia Nacional  República Dominicana
- 10.º en Campeonato de Venezuela de Ciclismo en Ruta, Ruta  Venezuela
- 1.º en 6.ª etapa Vuelta a Venezuela, San Juan de los Moros  Venezuela
- 3.º en 8.ª etapa parte A Vuelta a Venezuela, Chaguaramas  Venezuela
- 7.º en Clasificación General Final Vuelta a Venezuela  Venezuela

2000
- 1.º en 8.ª etapa Vuelta al Táchira, Capacho  Venezuela
- 3.º en 9.ª etapa Vuelta al Táchira  Venezuela
- 1.º en Campeonato de Venezuela de Ciclismo en Ruta, Ruta  Venezuela
- 3.º en 2.ª etapa Vuelta a Venezuela, San Juan de los Morros  Venezuela
- 3.º en 4.ª etapa parte B Vuelta a Venezuela, Valencia  Venezuela
- 1.º en 5.ª etapa Vuelta a Venezuela, Los Teques  Venezuela

2001
- 2.º en 3.ª etapa Vuelta a Bramón  Venezuela
- 4.º en Clasificación General Final Vuelta a Bramón  Venezuela
- 1.º en 4.ª etapa Vuelta al Táchira, Santa Ana  Venezuela
- 2.º en 5.ª etapa Vuelta al Táchira  Venezuela
- 1.º en 12.ª etapa Vuelta al Táchira  Venezuela
- 9.º en Campeonato de Venezuela de Ciclismo en Ruta, Ruta  Venezuela
- 1.º en 5.ª etapa Vuelta a Venezuela, Valle de La Pascua  Venezuela
- 1.º en 7.ª etapa Vuelta a Venezuela, San Juan de los Morros  Venezuela
- 3.º en 10.ª etapa parte A Vuelta a Venezuela  Venezuela

2002
- 1.º en 3.ª etapa Vuelta a Bramón, Delicias  Venezuela
- 1.º en 4.ª etapa Vuelta a Bramón, Santa Ana  Venezuela
- 2.º en 12.ª etapa Vuelta al Táchira  Venezuela
- 1.º en Campeonato de Venezuela de Ciclismo en Ruta, Ruta  Venezuela

2003
- 1.º en 2.ª etapa Vuelta a Venezuela, Maturin  Venezuela
- 3.º en 4.ª etapa Vuelta a Venezuela, Valle de La Pascua  Venezuela
- 2.º en Prólogo Vuelta a Guatemala  Guatemala
- 3.º en 1.ª etapa Vuelta a Guatemala, Zacapa  Guatemala
- 2.º en 4.ª etapa Vuelta a Guatemala  Guatemala
- 1.º en 5.ª etapa parte B Doble Copacabana GP Fides, Copacabana  Bolivia
- 10.º en Clasificación General Final Doble Copacabana GP Fides  Bolivia

2004
- 1.º en Clasificación General Final Clásico Ciclístico Banfoandes  Venezuela
- 9.º en Campeonato de Venezuela de Ciclismo en Ruta, Ruta  Venezuela
- 3.º en Clasificación General Final Clásico Virgen de la Consolación de Táriba  Venezuela
- 2.º en 3.ª etapa Vuelta a Guatemala  Guatemala
- 2.º en 8.ª etapa Vuelta a Guatemala  Guatemala
- 3.º en 11.ª etapa Vuelta a Guatemala  Guatemala

2005
- 2.º en Campeonato de Venezuela de Ciclismo en Ruta, Ruta  Venezuela
- 3.º en Clasificación General Final Vuelta a Yacambu-Lara  Venezuela

2006
- 2.º en 9.ª etapa Vuelta al Táchira  Venezuela
- 2.º en 2.ª etapa Vuelta al Estado Yaracuy  Venezuela

2007
- 1.º en Virgen de la Candelaria Carabobo, San Diego  Venezuela
- 1.º en 7.ª etapa Vuelta Independencia Nacional, Jarabacoa  República Dominicana

2008
- 1.º en 4.ª etapa Vuelta al Oriente  Venezuela

## Equipos
- 1998  Lotería del Táchira
- 2005  Triple Gordo
- 2007  Gobernación de Carabobo